# 始长颈鹿
始长颈鹿属是一个已经灭绝的物种，属于长颈鹿科，体型中等，长有骨角，存活于中新世的印度半岛和欧亚大陆。大部分生物学家认为始长颈鹿是单型，学名。